# ヒーロー集合!! ピンボールパーティ
『ヒーロー集合!! ピンボールパーティ』(ヒーローしゅうごう ピンボールパーティ)は、ジャレコより1990年1月12日に発売されたゲームボーイ用コンピュータピンボール。

## 概要
歴代のジャレコのゲームキャラクターが登場するピンボールゲーム。通信ケーブルを使っての2人対戦モードを含めて3種類の台を収録してある。ジャレコのゲームボーイ参入第一弾ソフト。十字キーの左ボタンとAボタンを使い左右のフリッパーを操作する。
「1P EXTRA GAME」にて条件を満たすと表示されるパスワードをはがきに記載し、説明書に付属してある応募券を貼って送ると、抽選で特製テレホンカードが当たるというキャンペーンが実施されていた。
「1P NORMAL GAME」または「1P EXTRA GAME」にてスコア100万点以上を取ってゲームオーバーになると、スタッフロールが流れる。

## ゲーム内容

### 1P NORMAL GAME
実際のピンボール台に近い操作性とフューチャーを再現しているモード。1人プレイ専用。3画面分の盤面で構成されている。このモードはBボタンを押す事で台揺らしをする事ができる。
上段
ボールを打ち出すとこの段から開始。背景に『プラスアルファ』のプーペラが描かれている。左上のボールストッカーにボールを入れ続ける事で、3つのボールを同時に操るマルチボールが狙える。
中段
背景に『らじかるぼんばー!! 地雷くん』の地雷くんが描かれている。設置されてあるターゲットを消す事で「J」「A」「L」「E」「C」「O」の文字が点灯し、6つ全て点灯させるとボールアウト(盤の最下層にボールを落とす)するまで全てのスコアが2倍になる。
下段
設置されてあるターゲットを消す事で、ボーナスポイント、1UP、サイドストッパーの出現などの要素が狙える。この段でボールを下に落としてしまうとボールアウト、1ミスとなる。

### 1P EXTRA GAME
様々なフューチャーを盛り込み、デジタルゲームならではのギミックの入ったモード。1人プレイ専用。通常盤面に加え、5種類のボーナスステージがある。ボーナスステージでは、取得したり破壊したターゲットの数に応じて、ボーナスポイントを得る事ができる。台揺らしをする事はできない。
B 通常画面
ボールを打ち出すとこの段から開始。描かれているシルクハットの中から、『プラスアルファ』の4面ボス(FUMYURA)が現れ、火の玉を吐いてくる。フリッパーに火の玉が当たると、フリッパーが消失してしまう。左上にボーナスステージへと進むホールがある。
A 通常画面
Bの下の段。背景に『ぶたさん』が描かれている。「1P NORMAL GAME」下段と同じようなギミックがあるほか、設置されてあるスイッチにボールを当てる事で中央のスロットが回転、出た絵柄により、ボーナスポイント獲得、1UP、センターストッパーとサイドストッパーが出現、フリッパーがブロックくずしのようなパドル状になる、フリッパーが『忍者じゃじゃ丸くん』のじゃじゃ丸とさくら姫を模したようなパドル状になる、フリッパーが透明になるなど、様々な効果が起こる。右上にボーナスステージへと進むホールがある。この段でボールを下に落としてしまうとボールアウト、1ミスとなる。
C 地雷くん
Bの左上のホールから行けるボーナスステージ。背景に地雷くんが描かれている。ステージ上に配置されてある地雷くんにボールを当てて回収していく。
D 機雷くん
Cの左上のホールから行けるボーナスステージ。現れたり消えたりを繰り返す機雷くんにボールを当てて破壊する。機雷くんはボールを1回当てると点滅し、その状態で更にボールをぶつけると破壊できる。
E JALECO
Dの左上のホール、またはAの右上のホールから行けるボーナスステージ。パネルにボールをぶつけ「J」「A」「L」「E」「C」「O」の文字を点灯させる。
F 天聖龍
Eの左上のホールから行けるボーナスステージ。『天聖龍』をモチーフとしている。まず戦車のようなメカに設置されてある4つの砲台を破壊し、その後に出現する天聖龍にボールをぶつけて倒す。
G ビンゴ
C、D、E、Fの右上のホールから行けるボーナスステージ。数字の書かれたスイッチにボールを当ててビンゴを完成させる。

### 2P GAME
通信ケーブルを使った2人対戦モード。まず1Pと2Pとで、キャラクターをじゃじゃ丸(『忍者じゃじゃ丸くん』より)かリット(『妖精物語ロッド・ランド』より)どちらかを選び、そのあとに3セットマッチ(2点先取制)か5セットマッチ(3点先取制)かを選ぶ。
対戦中は対面する台でお互い向き合ったフリッパーを持ち、ボールを打ち合う。そしてサッカーの要領で相手の所にボールを落としあい、点数を競う。ゲーム中はフリッパーの操作以外に、ブロックくずしのパドルのような形をしたバウスというものを動かし、相手の打ち出したボールを防御する事ができる。また、ボールが同一サイドに約30秒以上続けて入っていると、ボールが爆発し、そのサイドのプレイヤーは1点を失う。

## スタッフ
- ゲームデザイン:T.OMOTANI(面谷知志)
- プログラマー(メイン):MOTOKO
- プログラマー(サブ):NOA.SHIMURA・MIO、PRINCE・K
- グラフィック デザイン(SP):NEKOMASA
- グラフィック デザイン(BG):ROLLING.N
- サウンド デザイナー:ALEXANDER TAWADA(多和田吏)
- スペシャル サンクス トゥ:JALECO ALL STAFF

## 評価
ゲーム誌『ファミコン通信』の「クロスレビュー」では合計20点（満40点）となっている。

## 関連作品
- ピンボ(1984年) - ジャレコよりアーケードで稼働されたコンピュータピンボール。
- ピンボールクエスト(1989年) - ジャレコよりファミリーコンピュータで発売されたコンピュータピンボール。4つあるモードの内のひとつに、ピンボールとRPGを融合させたようなモードがある。